# О’Шонесси, Патрик
Па́трик О’Шонесси (фин. Patrick O’Shaughnessy; род. 29 января 1993) — финский футболист, крайний защитник «ХПС».

## Карьера
Дебютировал в Вейккауслиге 15 апреля 2012 года, появившись в стартовом составе в матче против ТПС.

## Личная жизнь
Его отец был ирландским художником. Патрик является старшим братом футболиста Даниэля О'Шонесси, который в настоящее время является игроком клуба ХИК и национальной сборной Финляндии.